# محمد سلمان المنصورفوري
محمد سلمان المنصورفوري ((بالأردية: محمد سلمان منصورپوری)؛ وُلد في 11 فبراير 1967) هو عالم وفقيه وكاتب هندي ينتسب إلى المدرسة الديوبندية. يشغل حالياً منصب أستاذ في دار العلوم ديوبند، وقد شغل سابقاً منصب نائب المفتي في الجامعة القاسمية مدرسة شاهي في مراد آباد. ويعمل محرراً لمجلة نداء شاهی الشهرية بالأردية، وله مؤلفات عديدة في الفقه الإسلامي، والأخلاق، والتاريخ، والإصلاح الاجتماعي. في عام 2021، تم تعيينه نائبًا لأمير الهند ضمن نظام إمارة الشريعة في الهند.

## ولادته، ونشأته وتعليمه
وُلد محمد سلمان المنصورفوري في 11 فبراير 1967 بمدينة ديوبند، بولاية أتر برديش في الهند. يرجع أصله إلى منطقة منصورپور في مظفرنغر، وهو الابن الأكبر للشيخ محمد عثمان منصوربوري، الرئيس السابق لدار العلوم ديوبند، ورئيس جمعية علماء الهند (جناح محمود المدني). كما أنه حفيد العلامة حسين أحمد المدني من جهة الأم.
بدأ تعليمه الرسمي في الجامعة القاسمية بمدينة غايا، في ولاية بيهار، حيث كان والده يعمل مدرسًا. ثم انتقل إلى أمروهة سنة 1390هـ (1970م) واستمر فيها إلى سنة 1401هـ (1981م). خلال هذه الفترة أتم حفظ القرآن الكريم، ودرس كتب النحو والصرف الأساسية تحت إشراف والده، كما التحق رسميًا بمدرسة جامع مسجد أمروهة حتى الصف الرابع.
في أواخر عام 1402هـ (1982م)، التحق بدار العلوم ديوبند لمواصلة تعليمه العالي، وانضم إلى الصف الرابع من منهج درس النظامي. وتخرّج من الدار في عام 1407هـ (1987م) بعد إتمامه سنة "دورة الحديث"، بتقدير ممتاز. ثم واصل دراسته في التخصص في الفقه الإسلامي سنة 1408هـ (1988م)، وتلقى تدريبًا على الإفتاء سنة 1409هـ (1989م)، كما أتم تدريبًا في طرق التدريس (تدريب التدريس) سنة 1410هـ (1990م). وأدّى فريضة الحج في عام 1408هـ خلال فترة دراسته.
درس المنصورفوري الكتب الحديثية التالية على المشايخ الآتين:
- صحيح البخاري: الجزء الأول على يد نصیر أحمد خان البلند شهري، والجزء الثاني على يد عبد الحق الأعظمي.
- جامع الترمذي: الجزء الأول على يد سعيد أحمد بالن بوري، والجزء الثاني على يد أرشد المدني.
- شرح معاني الآثار: على يد سعيد أحمد بالن بوري.
- صحيح مسلم: الجزء الأول وموطأ الإمام محمد على يد نعمة الله الأعظمي، والجزء الثاني من صحيح مسلم على يد قمر الدين أحمد الكوركفوري.
- سنن أبي داود وموطأ الإمام مالك: على يد محمد حسين البهاري.
- سنن ابن ماجه: على يد رياست علي ظفر البجنوري.
- سنن النسائي: على يد زبير أحمد الديوبندي ومحمود حسن الكنكوهي.
- الشمائل المحمدية: على يد عبد الخالق المدراسي.

## مسيرته العلمية
بعد إكمال دراسته في دار العلوم ديوبند، بدأ المنصورفوري بالتدريس فيها ضمن برنامج "تدريب التدريس" عام 1410هـ (1990م). ثم انتقل إلى الجامعة القاسمية مدرسة شاهي في مراد آباد، حيث عُيّن مدرسًا بدوام كامل. قام خلال مسيرته التعليمية بتدريس عدد من الكتب المعتمدة في المنهج الديني، منها: صحيح مسلم، وجامع الترمذي، وموطأ الإمام مالك، والشمائل المحمدية، والهداية الأخيرة، وغيرها. كما قام في قسم الإفتاء بتدريس شرح عقود رسم المفتي والأشباه والنظائر.
بالإضافة إلى التدريس، عمل نائبًا للمفتي في المدرسة، وكان يُشرف على إصدار الفتاوى الشرعية للناس، كما كان يوجّه طلاب قسم الإفتاء ويوفر لهم التدريب اللازم في هذا المجال. ومنذ عام 1990م، يشغل منصب رئيس تحرير مجلة نداء شاهی، وهي مجلة شهرية تصدر باللغة الأردية عن المدرسة.
وفي عام 2017م، شغل منصب الأمين العام لمجلس التعليم الديني التابع لجمعية علماء الهند (جناح محمود المدني).
وفي يوليو 2021م، تم تعيينه نائبًا لأمير الهند (نائب أمير الہند) في إطار نظام إمارة الشريعة في الهند، وذلك خلال اجتماع رسمي ضمّ قيادة من جمعية علماء الهند.
وفي مارس 2022م، أُعلن عن تعيينه رسميًا كأستاذ في دار العلوم ديوبند من قبل الهيئة الإدارية للمؤسسة (مجلس الشورى).

## المنهج الفقهي والمواقف الفكرية
يعتمد المنصورفوري في إصدار الأحكام الشرعية على أمهات الكتب الفقهية الحنفية، مثل: الفتاوى الشامية (رد المحتار لابن عابدين)، وبدائع الصنائع، وفتح القدير لابن الهمام، والبحر الرائق لابن نجيم. كما يرجع أحيانًا إلى الموسوعة الفقهية الكويتية، إلا أنه يؤكد على ضرورة مراجعتها بالمقارنة مع المصادر الأصلية والموثوقة قبل اعتمادها، وذلك لضمان دقة الفتوى وسلامة الاستدلال.
يرى المنصورفوري أن تحقيق المسائل الفقهية ينبغي أن يتم ضمن إطار المدارس الفقهية المعتبرة، مع التزام منهج المراجعة الدقيقة والتثبت في النقول، محذرًا من الاعتماد على الاختصارات أو النقل غير المنضبط دون الرجوع إلى الأصول الفقهية المتفق عليها بين العلماء.

## موقفه من المدارس الإسلامية
في مقال نُشر عام 2002 في جريدة "The Milli Gazette"، دافع المنصورفوري عن دار العلوم ديوبند ضد الاتهامات التي تربط بين المدارس الإسلامية والتطرف. وأوضح أن مثل هذه الادعاءات لا أساس لها من الصحة، وهي مدفوعة بأهداف سياسية. وأكد أن المدارس الديوبندية قدّمت خدمات تاريخية ووطنية عظيمة، وأن مناهجها تروّج باستمرار لقيم الأخلاق والتسامح والتعايش السلمي، ولا تحتوي على أي مواد تحث على الكراهية أو العنف.
وأشار أيضًا إلى أن المدارس الشرعية في الهند، بما فيها دار العلوم ديوبند، مسجلة رسميًا تحت قانون الجمعيات، وتخضع حساباتها للمراجعة السنوية، وتعمل ضمن إشراف الجهات الحكومية المختصة، مما يدل على شفافيتها والتزامها بالقانون.
وفي عام 2003، ردّ علنًا على التصريحات التي أدلى بها براڤين توغاديا، زعيم فيشوا هندو بَريشاد، والتي استهدفت المدارس الإسلامية. وصرّح بأن تاريخ دار العلوم الذي يمتد لأكثر من 150 عامًا "كتاب مفتوح"، وأن هذه المؤسسة كانت ولا تزال تُخرّج رجال علم وفضيلة، ولم يُسجَّل عليها أي نشاط يُخالف مصلحة الوطن. كما شدد على أن مناهجها خالية تمامًا من أي محتوى يُحرّض على العداء تجاه أتباع الأديان الأخرى.

## موقفه من الجهاد والتطرف
اتخذ المنصورفوري موقفًا واضحًا من المفاهيم المرتبطة بالجهاد والتطرف، وخاصة ما يُعرف بـ"غزوة الهند". فقد بيّن في كتاباته وبياناته أن التفسيرات الرائجة لهذا المصطلح لدى بعض الجماعات المتشددة، كـ"جيش محمد" في باكستان، تفتقر إلى الأساس العلمي الصحيح، وتعتمد على أحاديث ضعيفة السند ومجهولة الرواة. وأوضح أن مثل هذه التفسيرات تُستخدم لأغراض سياسية لا تمت إلى الشريعة بصلة.
وأشار إلى أن فهم هذه الأحاديث يجب أن يكون ضمن سياقها التاريخي والعقدي، وليس توظيفها كأدوات للتعبئة العسكرية أو التحريض. كما أكّد أن الشروط الشرعية للجهاد لا تنطبق على مثل هذه الدعوات، وأن الحديث عن "غزوة الهند" يجب أن يُتناول بعلم وتحقيق لا بعاطفة وتسييس.

## الآثار العلمية
يُعدّ المنصورفوري من الكُتّاب الغزيرين، حيث تشمل مؤلفاته موضوعات متنوّعة في الفقه والأخلاق والتاريخ الإسلامي. من أبرز كتبه:
- کتاب المسائل (في 5 مجلدات)
- کتاب النوازل (في 19 مجلدًا)
- اللہ سے شرم کیجیے (ترجمة: استحِ من الله)
- اللہ والوں کی مقبولیت کا راز (ترجمة: سرّ قبول الأولياء عند الله)

ألّف كذلك كتابًا مهمًا في التاريخ الإسلامي بعنوان تحریک آزادی ہند میں مسلم علماء اور عوام کا کردار (ترجمة: دور علماء المسلمين وعوامهم في حركة استقلال الهند)، تناول فيه الدور الريادي للمسلمين في نضال الهند ضد الاستعمار البريطاني.
ومن أبرز مؤلفاته أيضًا ذکر رفتگاں (ترجمة: ذِكر الراحلين)، وهي موسوعة تأبينية في عدة مجلدات رُصدت فيها ترجمات علمية ورثائية لعدد من العلماء، وقد جُمعت هذه المواد من مقالات نُشرت أصلًا في مجلة ندائے شاہی. وصدر منها حتى عام 2023 ستة مجلدات.
كما جمع وحرّر كتابين مهمين في المقالات الفكرية والتأملات الإصلاحية، هما:
- دعوتِ فکر و عمل (ترجمة: دعوة إلى الفكر والعمل)
- لمحاتِ فکریہ (ترجمة: لحظات فكرية)

وهما يحتويان على مقالات تحريرية نُشرت بين عامي 1990 و2005 في مجلة ندائے شاہی.
وقد أعدّ أيضًا أعدادًا خاصة من المجلة تناولت موضوعات مختلفة، ومنها:
- تاریخِ شاہی نمبر (ترجمة: عدد تاريخ شاهى)
- حج و زیارت نمبر (ترجمة: عدد الحج والزيارة)
- نعت النبی نمبر (ترجمة: عدد مدح النبي)
- فدائے ملت نمبر (ترجمة: عدد فداء الملة السيد أسعد المدني)

ومن مؤلفاته الأخرى:
- تحفۂ رمضان (ترجمة: هدية رمضان)
- دینی مسائل اور ان کا حل (ترجمة: المسائل الدينية وحلولها)
- فتویٰ نویسی کے رہنما اصول (ترجمة: أصول كتابة الفتوى)
- فتاویٰ شیخ الاسلام (ترجمة: فتاوى شيخ الإسلام)
- پیکرِ عزم و ہمت: استاد اور شاگرد (ترجمة: نموذج العزم والهمة: الأستاذ والتلميذ)
- نورِ نبوت (ترجمة: نور النبوة)
- اسلامی معاشرت (ترجمة: الحياة الاجتماعية الإسلامية)
- شمائلِ رسول (ترجمة: شمائل الرسول)
- حجاجِ کرام کے لیے ضروری ہدایات (ترجمة: الإرشادات الضرورية للحجاج الكرام)
- درس سورۃ فاتحہ (ترجمة: دروس في سورة الفاتحة)
- قادیانی مغالطے (ترجمة: شبهات القاديانية)
- ردِ مرزائیت کے زرّیں اصول (ترجمة: الأصول الذهبية في الرد على القاديانية)

## الحياة الشخصية والتأثيرات
نشأ اهتمام المنصورفوري بالقراءة الدينية والتأليف في وقتٍ مبكر تحت إشراف والديه. تأثّر منذ صغره بالسير الذاتية للعلماء والأدب الديني الإسلامي، مما أثّر في تشكيل اهتماماته العلمية. ومع مرور الوقت، تولّدت لديه محبة خاصة لكبار العلماء مثل:
- أشرف علي التهانوي
- محمد زكريا الكاندهلوي
- محمد شفيع العثماني
- أبو الحسن علي الندوي
- محمد تقي العثماني[7]